# Třída Indomito
Třída Indomito byla lodní třída torpédoborců italského námořnictva. Celkem bylo postaveno šest jednotek této třídy. Bojovaly v první světové válce. Dva byly potopeny. Od roku 1929 byla čtyři přeživší plavidla klasifikována jako torpédovky. Vyřazena byla v letech 1937–1938. Za druhé světové války byl jeden reaktivován. Po italské kapitulaci v září 1943 jej zajali Němci a zařadili jej do Kriegsmarine. Roku 1944 byl potopen.
Byly to první italské torpédoborce s turbínovým pohonem a kotly na topný olej. Z třídy Indomito konstrukčně vycházely ještě další čtyři třídy italských torpédoborců (Ardito, Audace, Rosolino Pilo a Giuseppe Sirtori). Celkem tak bylo postaveno 22 jednotek třídy Indomito a jejích derivátů.

## Stavba
Celkem bylo postaveno šest jednotek této třídy. Jejich vývoj vedl Luigi Scaglia z loděnice Cantiere Pattison v Neapoli, která následně zajistila jejich stavbu. Do služby byly zařazeny v letech 1913–1914.
Jednotky třídy Indomito:
| Jméno           | Založení kýlu | Spuštěna          | Vstup do služby | Osud |
| --------------- | ------------- | ----------------- | --------------- | --- |
| Indomito (ID)   | 1910          | 10. května 1912   | leden 1913      | Vyřazen 1937. |
| Impavido (IV)   | 1911          | 22. března 1913   | listopad 1913   | Vyřazen 1937. |
| Impetuoso       | 1910          | 23. července 1913 | květen 1914     | Dne 10. července 1916 v Otrantském průlivu potopen rakousko-uherskou ponorkou SM U 17. |
| Insidioso (IS)  | 1912          | 30. září 1913     | červenec 1914   | Vyřazen 1938, reaktivován 1941. Využíván jako eskortní loď a ve výcviku ponorek. Dne 10. září 1943 v Pule zajat Němci. Dne 8. listopadu 1943 zařazen do Kriegsmarine jako TA21 Wildfang. Dne 9. srpna 1944 poškozen spojeneckým letectvem. Dne 5. listopadu 1944 ve Fiume potopen spojeneckým letectvem. |
| Intrepido       | 1910          | 7. srpna 1912     | únor 1913       | Dne 4. prosince 1915 se poblíž Vlory potopil na mině z německé ponorky SM UC 14. |
| Irrequieto (IR) | 1910          | 12. prosince 1912 | červen 1913     | Vyřazen 1937. |

## Konstrukce

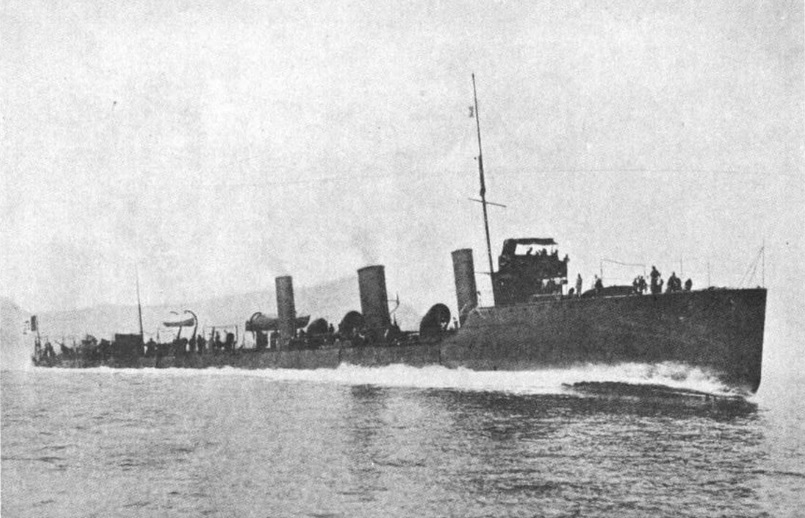
Indomito

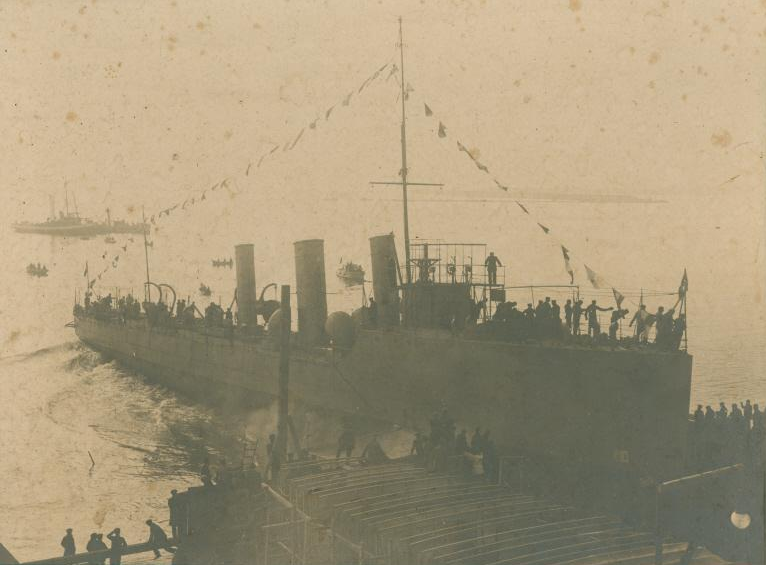
Irrequieto při spuštění na vodu

Výzbroj tvořil jeden 120mm kanón, čtyři 76mm kanóny a dva jednohlavňové 450mm torpédomety. Pohonný systém tvořily čtyři kotle Thornycroft a dvě turbíny Tosi o výkonu 16 000 hp, pohánějící dva lodní šrouby. Spaliny odváděly tři komíny. Nejvyšší rychlost dosahovala 30 uzlů. Dosah byl 1200 námořních mil při rychlosti čtrnáct uzlů.

### Modernizace
Roku 1914 byly torpédoborce vybaveny dvěma zdvojenými 450mm torpédomety. V letech 1915–1916 byly vybaveny pro nesení deseti námořních min a zároveň bylo zvětšeno množství neseného paliva ze 100 na 128 tun. Plný výtlak narostl na 900 tun a nejvyšší rychlost torpédoborců klesla na 27–28 uzlů.
V letech 1918–1919 bylo upraveno složení výzbroje přeživších jednotek. Nové složení výzbroje tvořilo pět 102mm kanónů, jeden 40mm kanón, čtyři 450mm torpédomety a deset min.
Roku 1941 byl Insidioso reaktivován v modifikované podobě. Zůstaly mu tři kotle a dva komíny. Výkon pohonu byl 12 000 shp a rychlost 24 uzlů. Vyzbrojen byl jedním 102mm kanónem, čtyřmi 20mm kanóny, dvěma 13,2mm kulomety, jedním dvojitým 533mm torpédometem a dvěma vrhači hlubinných pum. Němci jej do služby zařadili vyzbrojený dvěma 102mm kanóny, devíti 20mm kanóny a dvěma 13,2mm kulomety.